# Port lotniczy Bellona/Anua
Port lotniczy Bellona/Anua (IATA: BNY, ICAO: AGGB) – port lotniczy położony na wyspie Bellona (Wyspy Salomona).